# Entropion
Entropion är en åldersrelaterad förändring där det nedre ögonlocket blir inåtvänt. Detta leder till att ögonfransarna kommer skava på ögat och kan leda till keratit.